# 孙国富
孙国富（1957年9月—），中华人民共和国政治人物，河南温县人，中国共产党党员。1989年10月参加工作，2006年4月进入原阳县政坛，担任原阳县县委书记，一直到2010年。2011年9月升任新乡市委常委、统战部部长，离开原阳县政坛。现任新乡市政协副主席。

## 人物争议
2009年7月31日，《中国青年报》等媒体发布原阳县“黑砖窑截断黄河大坝，防汛工程被迫延期，滩区22万群众面临洪灾威胁”等报道，引起了时任河南省省委书记徐光春和省长郭庚茂的注意。作为原阳县政坛的最高领导，孙国富被省委和省政府给予党内严重警告处分。